# 카포르차노
카포르차노(이탈리아어: Caporciano)는 이탈리아 아브루초주 라퀼라도에 있는 코무네이다. 아브루초 주의 현도인 라퀼라로부터 20분 거리에 있다. 또한 페스카라까지는 한 시간, 로마까지는 30분 거리다.